# قنيطسة بلنسية
القنيطسة البلنسية أو القرطوفة (باللاتينية: Anacyclus valentinus) نوع نباتي يتبع جنس القنيطسة من الفصيلة النجمية.

## الوصف النباتي
نبات من الفصيلة النجمية ( المركبة)

## الموطن والانتشار
الموطن الأصلي لهذا النبات هو بلدان المغرب العربي وجنوب غرب أوروبا. ولقد انتشر منها إلى عدة بلدان أوروبية.

## الاستعمالات
يستعمل النبات في بلدان المغرب العربي في الطب الشعبي.

## روابط خارجية
- UniProt. "Anacyclus valentinus" (HTML). اطلع عليه بتاريخ 2008-06-16.